# 滨湖街道 (武汉市)
滨湖街道，是中华人民共和国湖北省武汉市江夏区下辖的一个乡镇级行政单位。

## 行政区划
滨湖街道下辖以下地区：
大屋陈社区、檀树岭村、联益村、张家湾村、大屋陈村、星火村、罗立村、白湖村、牛山村、何头咀村、青山村、蔡王村、吴泗村和方家咀村。